# 유상보
광천왕 유상보(廣川王 劉常保, ? ~ 108년)는 후한의 황족으로, 청하효왕의 막내아들이다.

## 생애
영초 원년(107년), 청하나라를 분할하여 신설한 광천나라의 왕이 되었다.
이듬해에 죽었고, 아들이 없어 봉국은 폐지되었다.

## 출전
- 범엽, 《후한서》 권5 효안제기·권55 장제팔왕열전

| 전임 (첫 봉건) | 후한의 광천왕 107년 ~ 108년 | 후임 (봉국 폐지) |